# Gregorio I el Iluminador

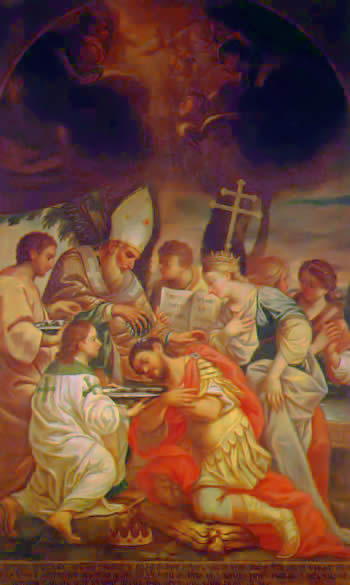
Bautismo de Tiridates III.

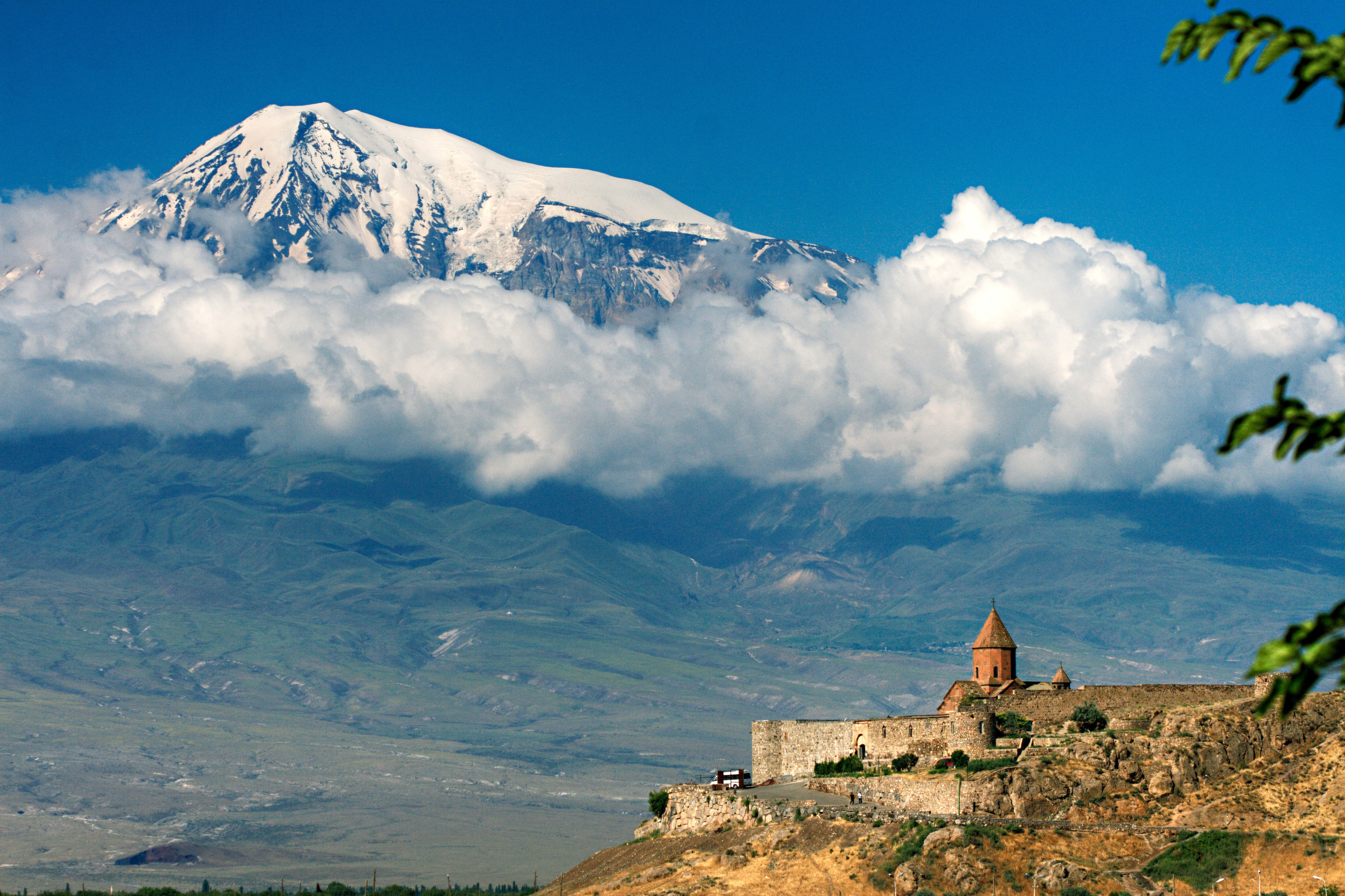
El monasterio Khor Virap se construyó en el, en el sitio de la prisión de San Gregorio. Atrás se ve el monte Ararat, en el cual —según la Biblia— se posó la mítica arca de Noé.

San Gregorio el Iluminador (257-330) fue el fundador y santo patrón de la Iglesia apostólica armenia, llamado el segundo Iluminador de Armenia, tras los apóstoles Judas Tadeo y Bartolomé.
En armenio, su nombre es Գրիգոր Լուսաւորիչ, Grigor Lusavorich,
y en griego: Γρηγόριος Φωστήρ o Φωτιστής, Gregorios Phoster o Photistes.

## Orígenes familiares
Gregorio era hijo de nobles parto-armenios llamados Anac y Okohe. Anac era un príncipe relacionado con la dinastía arsácida de Armenia, que asesinó a Cosroes II de Armenia, y por lo tanto, trajo la ruina sobre sí mismo y su familia. Según sus hagiógrafos armenios, fue de su madre de quien recibió la primera influencia cristiana en el momento de su concepción, que tuvo lugar cerca del monumento elevado a la memoria del santo apóstol Tadeo.
Refugiado en Cesarea de Capadocia tras la represión causada por el asesinado de Cosroes II, fue educado por un noble cristiano llamado Euthalius. A los 22 años se casó con una cristiana de nombre Mariam, de cuyo matrimonio nacen dos hijos, Vartanés y Aristakés. Tras siete años de enlace, interrumpen su vida matrimonial de común acuerdo, siguiendo las enseñanzas de san Pablo. Gregorio se va de Cesarea (solicitó evangelizar en la doctrina cristiana su tierra natal para expiar el crimen cometido por su padre,) y Mariam se retira a un convento para llevar una vida retirada, pero sin ser religiosa. 

## Evangelizador de Armenia
En ese momento reina Tiridates III, hijo del rey Cosroes. Influido en parte por el hecho de que Gregorio era el hijo del enemigo de su padre, capturó a Gregorio y le sometió a un cruel encarcelamiento de catorce años en un agujero en la llanura del Ararat. En ese mismo lugar se levanta hoy en día la iglesia de Khor Virap, cerca de la histórica ciudad de Artashat.
Las crónicas ortodoxas describen numerosas y variadas formas de tortura sufridas por el santo, hasta llegar a ser juzgado y condenado a muerte en doce ocasiones, penas a las que sobrevivió, ayudado, según la tradición, por una mujer creyente que le llevaba cada día un trozo de pan.
Tiridates cayó en profunda tristeza, rozando la locura y durante un día de caza, comienza una vida errante en el bosque, padeciendo un síndrome similar a la licantropía, ante el que nadie podía acercársele ni llevarlo al palacio. La hermana del rey tiene, según la leyenda, una visión, en la cual Dios le revela que solamente Gregorio, que está en la mazmorra de Artashat, puede curar a su hermano. Gregorio fue requerido para restaurar la razón del rey, sobre la base de su reconocida santidad. Una vez en la corte, predica la religión cristiana y ruega a Dios que cure al rey Tirídates. Cuando este sana, pide el bautismo y en el año 301 Armenia se convirtió en el primer país que adoptó el cristianismo como religión del estado.

## Éxito
La causa del cristianismo parecía garantizada: el Rey, los príncipes y el pueblo compitieron entre sí en la obediencia a Gregorio. Como resultado, se establecieron numerosos monasterios, iglesias y escuelas. En 302, Gregorio recibió su consagración como Patriarca de Armenia de parte de Leoncio de Cesarea. En 318 Gregorio nombró a su hijo Aristaces como su sucesor.
Hacia el año 331 se retiró a una cueva y vivió como un ermitaño en el monte Sebuh, en la provincia de Daranalia en la Alta Armenia, y allí falleció pocos años después sin que nadie le acompañase. Cuando se descubrió que había muerto, su cadáver fue trasladado a la aldea de Thodanum (o Tharotan). Sus restos fueron repartidos por varios países a modo de reliquias. Se cree que su cabeza se encuentra en Italia, su mano derecha en Echmiadzin (Armenia), y su izquierda en la Santa Sede de Cilicia, en Antelias (Líbano).
A su muerte, la Iglesia armenia se convirtió en extremadamente rica, pues además de los antiguos templos que el rey había confiscado para los cristianos, se le otorgaron grandes extensiones de tierra. La Iglesia se convirtió en la dueña de aproximadamente 10 000 explotaciones ganaderas, que fueron utilizadas igual por el clero que por los príncipes. Era tal la importancia económica de la institución que durante las épocas de guerra la Iglesia estaba obligada a ayudar al rey con soldados e impuestos. Se sabe que la Iglesia, en un caso de necesidad, se vio obligada a proporcionar al rey 5000 caballeros y 4000 soldados de infantería.

## Obra literaria
Se atribuyen a Gregorio una serie de homilías, posiblemente espurias, varias oraciones y una treintena de los cánones de la Iglesia armenia. Las homilías aparecieron publicadas por primera vez en una obra llamada Haschacnapadum en Constantinopla en 1737.
Un siglo después, fue publicada una traducción al griego en Venecia y desde entonces se han editado también en alemán por J.M. Schmid (Ratisbona, 1872).